# Gnamptogenys chapmani
Gnamptogenys chapmani é uma espécie de formiga do gênero Gnamptogenys.